# رود چوبوت
رود چوبوت (به اسپانیایی: Río Chubut) رودی است که در منطقه پاتاگونیا و جنوب آرژانتین روان است. درازای این رود ۸۰۰ کیلومتر است که از استان چوبوت سرچشمه گرفته و در نزدیکی شهر راوسون، از طریق خلیج انگانیو به اقیانوس اطلس می‌ریزد.
شاخه اصلی چوبوت در کاره راس و از ارتفاعات آند در ایالت ریونگرو می‌باشد. قبل از ورود به منطقه پیدرا پارادا، چند رود از جمله رود چیکو به آن می‌پیوندند. سپس در جهت شرق و به سوی شهر پاسو دل ساپو روان می‌گردد. 
در ۱۲۰ کیلومتری غرب تره لو سدی با ارتفاع ۲۵۵ متر و مساحت ۷۰ کیلومتر مربع بر روی این رودخانه ساخته شده‌است.
به علت پهنای کم رود، میزان آبدهی آن بین خشکسالی و ترسالی از ۴ تا ۳۰ منرمکعب در ثانیه متغیر است. زمین‌های کناره رود چوبوت به هنگام طغیان دارای خاک حاصلخیزی است.
این رود به علت ماهی قزل آلا مشهور می‌باشد.